# Mongólia az 1992. évi téli olimpiai játékokon
Mongólia a franciaországi Albertville-ben megrendezett 1992. évi téli olimpiai játékok egyik részt vevő nemzete volt. Az országot az olimpián 2 sportágban 4 sportoló képviselte, akik érmet nem szereztek.

## Gyorskorcsolya
Férfi
| Versenyző                 | Versenyszám | Eredmény | Helyezés |
| ------------------------- | ----------- | -------- | -------- |
| Nyamdondovyn Ganbold      | 5000 m      | 7:30,07  | 31.      |
| Nyamdondovyn Ganbold      | 10 000 m    | 15:18,56 | 29.      |
| Altangadasyn Sodnomdarjaa | 1000 m      | 1:21,40  | 42.      |
| Altangadasyn Sodnomdarjaa | 1500 m      | 2:05,43  | 43.      |

## Sífutás
Férfi
| Versenyző          | Versenyszám         | Eredmény  | Helyezés |
| ------------------ | ------------------- | --------- | -------- |
| Ziitsagaany Ganbat | 10 km               | 35:10,3   | 83.      |
| Ziitsagaany Ganbat | 15 km üldözőverseny | 54:48,4   | 84.      |
| Ziitsagaany Ganbat | 30 km               | 1:44:45,6 | 78.      |
| Gongoryn Myeryei   | 10 km               | 35:05,9   | 82.      |
| Gongoryn Myeryei   | 15 km üldözőverseny | 53:11,9   | 77.      |
| Gongoryn Myeryei   | 30 km               | 1:42:33,1 | 73.      |
| Gongoryn Myeryei   | 50 km               | 2:32:27,2 | 64.      |